# Galosch

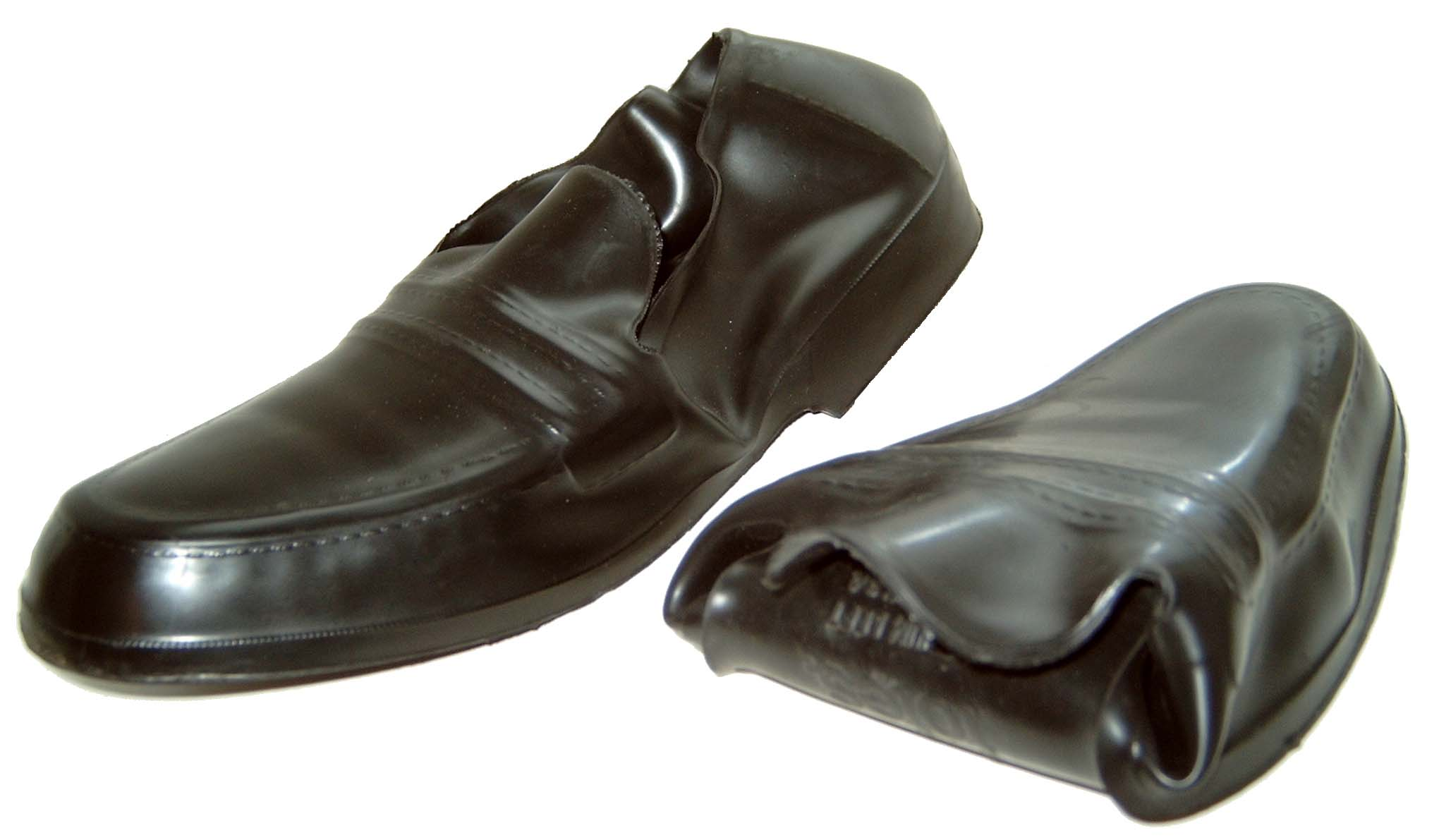
Hopvikbara gummigaloscher

Galosch (av franskans galoche) är ett skodon och nyttjas som skoöverdrag över inneskor (framför allt exklusivare skor) i syfte att undvika att dessa blir blöta eller nedsmutsade. Äldre tiders galoscher kunde vara gjorda av läder, medan senare tiders galoscher tillverkas av gummimaterial.
Galoshen är låg och elastisk och träds över skon. 
Skaftade galoscher kallas bottiner eller pampuscher som är högre för att täcka hela skorna ända upp över vristen. De är också, till skillnad från galoscherna, försedda med antingen blixtlås, knappar eller snörning.